# Fissidens dendrophilus
Fissidens dendrophilus är en bladmossart som beskrevs av Bruggeman-nannenga och Ronald Arling Pursell 1990. Fissidens dendrophilus ingår i släktet fickmossor, och familjen Fissidentaceae. Inga underarter finns listade i Catalogue of Life.